# Résistance interne
En électrotechnique et en électronique, la résistance (ou impédance) interne d'une source est un dipôle linéaire fictif, qui détermine la façon dont évolue la tension à ses bornes et le courant qui la traverse en fonction de la façon dont elle est chargée.
On détermine en général deux points de fonctionnement caractéristiques qui sont la tension à vide et le courant de court circuit, et (dans le cas simplifié du courant continu), tous les autres points de fonctionnement possibles se trouvent sur la droite qui relie ces deux points.

## Principe
De façon idéale, un générateur de tension délivrerait une tension constante à ses bornes. Mais pour un générateur réel, il n'en est rien. La tension entre ses bornes diminue quand le courant passe dans le circuit auquel il est relié. Cette chute de tension correspond à une résistance interne r équivalente dans le générateur.
Plus simplement, on mesure la tension aux bornes d'un générateur avec un voltmètre à vide (tension à vide ou force électromotrice), puis on renouvelle la mesure une fois le circuit établi. La perte de tension en charge provient de la résistance interne du générateur et s'explique par sa constitution physique et chimique.

## Exemples

### Batterie de voiture
Lorsque l'on démarre une voiture avec les phares déjà allumés, la lumière des phares s'affaiblit momentanément, car le démarreur consomme une partie du courant durant cette phase. Cela fait chuter la tension aux bornes de la batterie en raison de sa résistance interne.

### Pile électrique

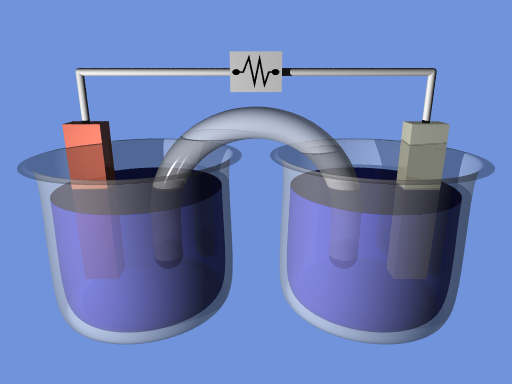
Pont ionique entre deux demi-cellules d'une pile

Lorsqu'une pile débite un courant, la charge correspondante est transportée d'une électrode à l'autre, à travers l'électrolyte qu'elle contient. Ce transfert n'a pas lieu librement, car la pile elle-même résiste au courant qui la parcourt. Elle a une résistance interne.
Le résistance interne du générateur est en grande partie constituée par le pont ionique, qui est un pont poreux pour permettre le déplacement des ions. Les piles du commerce doivent avoir la résistance interne la plus basse possible, afin de ne pas générer de pertes au niveau de la pile sous forme d'effet Joule ({\displaystyle rI^{2}}). C'est pour cela qu'elles sont dotées d'une paroi poreuse comme pont ionique, qui minimise la résistance.
À l'inverse, sans résistance interne, une pile mise en court-circuit se déchargerait instantanément. En réalité, elle met plusieurs minutes à se décharger et elle chauffe. Cela est dû à cette résistance interne.
La résistance interne d'une pile s'accroît au fil de son utilisation ou lorsqu'elle vieillit. Ce phénomène est lié à la cinétique des réactions chimiques internes. Au contraire, la tension à vide d'une pile  (ou force électro-motrice) varie peu, même lorsqu'elle est partiellement déchargée. C'est pourquoi il est préférable de relever la tension d'une pile en charge qu'à vide pour estimer son vieillissement.

## Pratique
Pour une batterie, plus la résistance interne s'élève, moins elle aura de facilité à fournir un courant de décharge. Il sera alors temps de la remplacer du fait de son vieillissement. Pourtant à vide, elle peut très bien afficher une tension conforme.